# Исламское восстание в Синьцзяне (1937)
В 1937 году в южном Синьцзяне вспыхнуло исламское восстание (кит. 1937年新疆战争). Повстанцами были 1500 тюркских (уйгурских) мусульман во главе с Кичиком Ахундом, которым 36-я дивизия НРА (Гоминьдана) помогала против просоветских провинциальных сил Шэн Шицая. В результате победу одержали просоветские силы Шицая, установившие режим на территории провинции. Ввод советских войск ОГПУ (осуществлявшийся в условиях строжайшей секретности, под видом «учений») с последующим размещением их в Синьцзяне впоследствии получил название «Поход в Синьцзян».

## Начало восстания
Шэн Шицай выступил против дивизии Махмута Мухити, главнокомандующего 6-й уйгурской дивизией и заместителя начальника Кашгарского военного округа. Мухити возмущался усилением российского влияния и создал вокруг себя секретную группу. Шэн боялся, что Мухити мог вступить в союз с китайским мусульманским (дунганским, хуэйским) генералом Ма Хушань. Однако уйгуры Кашгара слышали враждебные сообщения о Ма Хушане от уйгурских беженцев из Хотана, страдающих от Ма.
Мухити бежал из Кашгара 2 апреля 1937 года с небольшим количеством его подчиненных и небольшим количеством золота в Индию через Янгигисар и Яркенд. Незадолго до отъезда он отправил Ма Хушаню сообщение о предполагаемом прибытии в Хотан. В ответ Ма Хушань приказал своим войскам подготовить парад и праздник в честь генерала Мухити. Эта подготовка потянула войска, охранявшие оба горных перевала, в Кашмир, что позволило Мухити изменить свой маршрут и пробраться туда. Побег Мухити привел к восстанию уйгурских войск в Янгигисаре, Яркенде и Артуше, в результате чего были казнены все просоветские чиновники и ряд советских советников. Независимую тюркскую администрацию создали два его офицера: Кичик Ахунд Сиян, командовавший войсками в Артюше, и Абдул Нияз Сиян, командовавший войсками в Яркенде и Янгигисаре.
Лю Пин, командир провинции в Кашгарской области с 700 военнослужащими в своем подчинении, отреагировал на восстание, выпустив эскадрилью из девяти советских самолетов, чтобы бомбить Янгигиссар и Яркенд. После того, как Мухити достиг Сринагара в Индии, в следующем году он отправился в паломничество в Мекку. Накопление советских военных средств произошло в Синьцзяне до начала войны. Вокруг Кашгара Советы направили в большом количестве орудия АА, истребители и солдат русского и киргизского происхождения.
Начало восстания в южном Синьцзяне оказало непосредственное и трагическое влияние на судьбу около 400 уйгурских студентов, которые были отправлены правительством Синьцзяна в СССР (1935-37) для обучения в Ташкентском университете. Все они были арестованы в ночь на май 1937 года НКВД — советской тайной полицией — и казнены без суда и следствия, предположительно по приказу Иосифа Сталина. Советские дипломатические кадры были также очищены по всей провинции в советских консульствах в Урумчи, Карашаре, Кульдже, Чугучаке и на Алтае. Генеральный консул СССР в Урумчи Гарегин Апресов (бывший советский советник в Мешхеде и главный архитектор советской политики в Центральной Азии и на Ближнем Востоке) был отозван в Москву и расстрелян за якобы участие в так называемом Фашистско-троцкистском заговоре против Сталина и попытке свергнуть режим Шэн Шицая 12 апреля 1937 года, в день памяти восстания в апреле четырьмя годами ранее. Мятеж также рассматривается некоторыми историками как заговор Махмута Мухити и Ма Хушаня по превращению Синьцзяна в базу для борьбы против сталинистов.
Завоевание российского Туркестана и Сибири планировал в антисоветском «джихаде» Ма Сюй Юнга (Ма Хушаня). Он обещал завоевание Индии. Объединенное издательство International Press International (UPI) сообщило о восстании, совершенного Ма Хушанем, и объявлено Ахмадом Камалом 3 июня 1937 года.

## Вторжение 36-й дивизии в Кашгар
Тем временем Ма Хушань и его китайские мусульманские войска 36-й дивизии (Национально-революционная армия)  наблюдали за ситуацией, стремясь захватить больше территории. Шен Шицай неожиданно приказал 36-й дивизии подавить восстание 6-й уйгурской дивизии, хотя первоначально 33-й и 34-й полки 6-й уйгурской дивизии, дислоцированные в Кашгаре с 20 августа 1934 года, не присоединились к восстанию, поскольку те, кто ранее проходил обучение в СССР (в течение 1934-35 гг.), ряд офицеров 6-й уйгурской дивизии были отправлены в Ташкент для обучения в Военной академии. Советские генералы Павел Рыбалко, Генерал Обухов и Доткин работали в Кашгаре с 1934 по 1936 годы. Будучи советским военным советником администрации Шэн Шицай участвовал в организации и обучении персонала 6-й уйгурской дивизии. Получив приказ, 20 мая Тунганцы атаковали аэродром Кашгара, но потерпели поражение. Десять дней спустя 1500 солдат под предводительством Кичика Акунда атаковали и захватили Старый город Кашгара. Его войска носили нарукавные повязки со словами «Fi sabil Allah» (по-арабски — на пути Аллаха). За мятежом последовало восстание киргизов у Кучи и волнения мусульман в Хами.
Ма Хушань остался в Хотане, наблюдая за ситуацией. Его начальник штаба Пай Цзы-ли и Ма Цзюлун, командир 1-й бригады в Каргалике, убедили его нанести удар по Кашгару. Ма Цзюлун прибыл 2 июня в Кашгар для «подавления мятежников Кичик Ахунда», но Кичик Ахунд тайно согласился отступить; он перевел своих солдат и себя в Аксу, в то время как Кашгар был взят Ма Хушаном без боя. Район Файзабад-МаралБаши был захвачен 2-й бригадой Ма Шэн-куэя. Ма Хушань укрепил свои позиции в южном Синьцзяне и избегал участия в сражениях, позволяя тюркским  повстанцам вести боевые действия против армии Шэна. Некоторые источники утверждали, что операцию Хушана поддержала Великобритания.

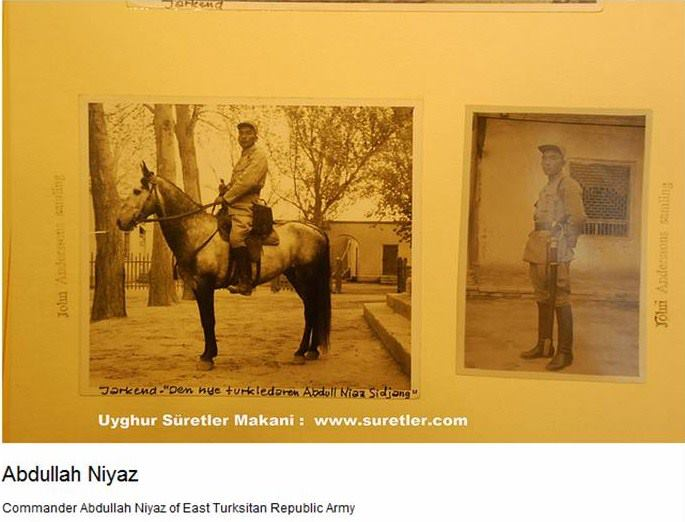
Генерал Абдул Нияз

Ма Хушань окружил Новый Город Кашгар и объяснил Генеральному консульству Великобритании, что мусульманские силы Китая, все еще официально 36-й дивизии Гоминьдан, действовали с тюрками (уйгурами), чтобы свергнуть просоветское провинциальное правительство и заменить его исламским правительством, лояльно относящимся к Китайской Республике гоминьдановского правительства в Нанкине.
Ма Хушань контролировал район Кашгар-Хотан, потому что это позволило бы ему безопасно бежать в Британскую Индию, где он мог безопасно отвезти пароход из Калькутты обратно в китайские морские порты, а затем в Ганьсу и Цинхай. Он и его офицеры неоднократно обещали напасть на русских в беседах с Питером Флемингом и стремились приобрести противогазы и самолеты.
1 сентября 1937 года в Синьцзян была переброшена группа советских военнослужащих Красной армии при поддержке авиационной части и бронетанкового полка. Контингент советский войск составил составил 2692 человека.. Войска были отправлены в Синьцзян по просьбе Шэн Шицая, чьи войска были разбиты мусульманскими повстанцами в июле 1937 в бою под Карашаром и не смогли продолжить свои боевые действия и продвижение на юг. В конце августа и в начале сентября белые русские, подразделения Красной Армии и НКВД разгромили войска Кичика Ахунда в Аксу, причем большая часть его войск была уничтожена после того, как они были расстреляны из пулеметов и атакованы эскадрильей из  24 советских самолётов в открытом поле возле Аксу. В результате Кичик Ахунд и Абдул Нияз сбежали в Кашгар с 200 солдатами. После этого сражения Шэн Шицай подкупил Ма Шэн-куэя, чтобы он отступил и повернулся против Ма Хушаня. 1 сентября 1937 года Ма Шэн-куэй прошел на Кашгар, но обнаружил, что Ма Хушань, Ма Цзюлун и Пай Цзыли отступили в Каргалик с 1-й бригадой. 7 сентября Ма Хушань и его офицеры бежали в Индию с золотом. Ма унес с собой 1000 унций золота, которые были конфискованы англичанами.
Китайский мусульманский генерал Ма Чжаншань во время вторжения якобы был одним из командиров Советской армии. Сообщалось, что он руководил российскими войсками, замаскированными в китайской форме, наряду с бомбардировщиками во время атаки, которая была запрошена Шэн Шицаем.
Генерал Чан Юйфэнь, командир провинции, отправил своих людей после 1-й бригады Ма Хушаня, в то время как другие провинциальные силы направили Абду Нияза и Кичика Ахунда в Яркенд. Самолеты Красной Армии помогали провинциальным силам, сбрасывая бомбы, в том числе содержащие горчичный газ. Эти самолеты сначала вылетели с авиабазы в Караколе, а затем с захваченных аэродромов в Учтурфане и Куче. 9 сентября Яркенд сдался Шэн, а 15 сентября Абдул Нияз был казнен. 15 октября Советы разбомбили город Хотан, в результате чего погибло 2000 человек. Остатки 36-й дивизии остались в горах Куньлунь в Цинхае и Северном Тибете.

## Последствия
Перед войной Ма Хушань обменивался сообщениями с правительством Гоминьдана в Нанкине и ожидал, что они отправят помощь. Однако в 1937 году, во время советской атаки, Китай был захвачен Японией во время второй китайско-японской войны. Просоветские провинциальные силы Шэн Шицая установили контроль над всем Синьцзяном. Все противники были уничтожены, а поражение 36-й дивизии привело к прекращению контроля над центральным правительством Китая в Синьцзяне.
Шэн Шицай установил мемориал русским, убитым в бою Ма Хушанем. В мемориал включены русские православные кресты .
Правительство Китайской Республики было полностью осведомлено о вторжении Советского Союза в провинцию Синьцзян и о том, что советские войска движутся вокруг Синьцзяна и Ганьсу, но оно было вынуждено скрывать эти маневры для общественности как «японскую пропаганду», чтобы избежать международной реакции, а также для продолжения военных действий.